# Хейли Рид
Хейли Рид (англ. Haley Reed; род. 20 декабря 1996 года, Орландо, Флорида, США) — американская порноактриса.

## Карьера
Начала карьеру в порноиндустрии в июне 2016 года в возрасте 19 лет. Первые девять месяцев снималась только в сценах традиционного и лесбийского секса. В марте 2017 года в сцене для студии Tushy с участием Жана Валь Жана впервые исполнила анальный секс. Через месяц участвует в съёмке сцены межрасового секса. В фильме DP Me 6 студии Hard X впервые снялась в сцене двойного проникновения. Также снялась в сценах двойного анального и двойного вагинального проникновений.
Снимается для студий AMK Empire, ATKingdom, Blacked, Cherry Pimps, Digital Sin, Dogfart, Evil Angel, Girlsway, Hustler Video, Mofos, Nubiles Porn, Reality Kings, TeamSkeet, Tushy, X Empire и многих других.
В апреле 2017 года вместе с Хани Голд была выбрана в качестве «Heart-On Girl» для церемонии награждения XRCO Award.
В 2018 году вместе с Арьей Фэй появилась на обложке апрельского выпуска журнала Hustler. В конце того же года второй раз снялась в фотосессии для Hustler. В январе 2022 года названа студией Nubiles «Изюминкой месяца». В мае этого же года избрана студией Bang! красоткой месяца. В июле 2023 года стала «Фантазией месяца» по версии студии Nubile Films.
По данным на июнь 2025 года, снялась в более чем 560 порнофильмах и сценах.

## Награды и номинации
| Год  | Награда                    | Результат | Категория                                                                                        | Фильм                                  |
| ---- | -------------------------- | --------- | ------------------------------------------------------------------------------------------------ | -------------------------------------- |
| 2017 | NightMoves Award           | Номинация | Лучшая новая старлетка                                                                           | н/д                                    |
| 2017 | Spank Bank Award           | Победа    | Девушка по соседству… только лучше                                                               | н/д                                    |
| 2017 | Spank Bank Technical Award | Победа    | Модель высокой моды стала распущенной                                                            | н/д                                    |
| 2018 | Spank Bank Award           | Победа    | Две горошины в стручке (прецизионистка двойной киски)                                            | н/д                                    |
| 2018 | Spank Bank Award           | Победа    | Лучший вокал (во время «надругательств» с членом)                                                | н/д                                    |
| 2018 | Spank Bank Technical Award | Победа    | Бесспорный чемпион мира по «скрэбблу»                                                            | н/д                                    |
| 2018 | Spank Bank Technical Award | Победа    | Лучшая демонстрация самоограничения                                                              | н/д                                    |
| 2018 | XCritic Award              | Номинация | Лучшая новая старлетка                                                                           | н/д                                    |
| 2018 | XRCO Award                 | Номинация | Новая старлетка года                                                                             | н/д                                    |
| 2019 | AVN Award                  | Номинация | Лучшая сцена мастурбации/стриптиза                                                               | Just Girls and Their Toys              |
| 2019 | Pornhub Award              | Номинация | Все одновременно — лучшая исполнительница двойного проникновения                                 | н/д                                    |
| 2019 | Pornhub Award              | Номинация | Королева минета — лучшая исполнительница минета                                                  | н/д                                    |
| 2019 | Spank Bank Award           | Победа    | Лучший вокал                                                                                     | н/д                                    |
| 2019 | Spank Bank Award           | Победа    | Обмен — это забота (милашка года по обмену спермой)                                              | н/д                                    |
| 2019 | Spank Bank Award           | Победа    | Поклонник члена года (лучшая шлюха на коленях)                                                   | н/д                                    |
| 2019 | Spank Bank Technical Award | Победа    | Эксперт по переворачиванию «блинчиков»                                                           | н/д                                    |
| 2020 | Spank Bank Award           | Победа    | Моя (мокрая) девушка мечты                                                                       | н/д                                    |
| 2020 | Spank Bank Award           | Победа    | Самая недооценённая грязная сирена                                                               | н/д                                    |
| 2020 | Spank Bank Award           | Победа    | Самая популярная девушка года                                                                    | н/д                                    |
| 2020 | Spank Bank Technical Award | Победа    | Лучший / глупо выглядящий автомобильный танцор                                                   | н/д                                    |
| 2020 | Transgender Erotica Award  | Номинация | Лучшая лесбийская сцена (вместе с Натали Марс)                                                   | The Heist                              |
| 2021 | AVN Award                  | Номинация | Лучшая сцена триолизма (П/П/Д) (вместе с Данте Колле и Диллоном Диасом)                          | Boxed (из Excess)                      |
| 2021 | AVN Award                  | Номинация | Лучшая трансгендерная сцена группового секса (вместе с Данте Колле и Дженной Гарглз)             | House Shopping                         |
| 2022 | Fleshbot Award             | Номинация | Лучшая сцена группового секса (вместе с Вайолет Старр, Джейн Уайлд, Лондон Ривер и Софией Грейс) | Lesbian Schoolgirl Anal Milkshake Orgy |
| 2022 | XRCO Award                 | Номинация | Супершлюха года                                                                                  | н/д                                    |
| 2023 | Fleshbot Award             | Номинация | Лучшая лесбийская сцена (вместе с Лиз Джордан)                                                   | Our Hot Date Gets Even Hotter          |
| 2023 | GayVN Award                | Победа    | Лучшая бисексуальная сцена (вместе с Данте Колле и Малик Делгати)                                | CineCum                                |
| 2023 | XBIZ Award                 | Номинация | Лучшая сцена секса — гонзо (вместе с Антоном Харденом, Слаем Дигглером и Элли Николь)            | Blacked Raw V50                        |
| 2024 | AVN Award                  | Номинация | Лесбийская исполнительница года                                                                  | н/д                                    |
| 2024 | Pornhub Award              | Номинация | Лучшая исполнительница двойного проникновения                                                    | н/д                                    |
| 2024 | Pornhub Award              | Номинация | Любимая коллаборация (награда поклонников) (вместе с Оуэном Греем и Смоллом Хэндсом)             | н/д                                    |
| 2024 | XRCO Award                 | Номинация | Лесбийская исполнительница года                                                                  | н/д                                    |
| 2025 | XMA Award                  | Номинация | Лучшая сцена секса — комедийный фильм (вместе с Коди Стилом)                                     | My Best Friend’s Girl 2                |

## Избранная фильмография
- 2017 — Anal Newbies 6
- 2017 — Creampie Me Daddy
- 2017 — Cum Deep In Me
- 2017 — Daddy Lessons
- 2017 — Haley Reed’s Hardcore Foot Fetish
- 2017 — Manhandled 10
- 2017 — My First Cream Pie 12
- 2017 — Run Far Away
- 2017 — Share My Boyfriend 4
- 2017 — Teens Like It Rough 4
- 2017 — Up Anal Mountain
- 2018 — Amateur Load Hunters
- 2018 — Family Pies
- 2018 — Honey Cunnies X-Cut 7
- 2018 — Interracial Teens 5[31]
- 2018 — Just Girls and Their Toys
- 2018 — She Caught Me
- 2018 — True Anal Nymphos
- 2018 — True Anal Tryouts
- 2018 — Young Hot Ass